# 6e étape du Tour d'Italie 2008

La sixième étape du Tour d'Italie 2008 s'est déroulée le 15 mai entre Potenza et Peschici.

## Profil
En réponse au mécontentement des coureurs dû aux nombreuses chutes et à la longueur des transferts, notamment entre la Sicile et le continent, l'organisation a décidé de réduire la sixième étape de 265 à 231,6 kilomètres en supprimant le « circuit du Gargano » qui devait être couru en fin d'étape autour de Peschici. Cette étape demeure néanmoins la plus longue du Tour d'Italie 2008.
La seule côte référencée du jour se situe 47 kilomètres après le départ de Potenza, à Rionero in Vulture. Après être passé de la région de Basilicate aux Pouilles, le parcours rejoint la golfe de Manfredonia, où se situe le sprint intermédiaire. Il suit ensuite la côte du Gargano pour rejoindre Peschici où le final présente une pente légère,.

## Récit
Après un début d'étape calme, le maillot vert Emanuele Sella passe en tête au Grand prix de la montagne et conforte sa première place dans ce classement. L'attaque décisive de l'étape se forme dans la descente de cette côte. Rene Mandri (AG2R La Mondiale), Paul Martens (Rabobank) et Alan Pérez Lazaun (Euskaltel-Euskadi) s'échappent au 53e kilomètre, rejoints par Magnus Bäckstedt (Slipstream Chipotle), Francesco Gavazzi (Lampre), Maxim Iglinskiy (Astana), Jason McCartney (CSC), Daniele Nardello (Serramenti PVC Diquigiovanni), Matteo Priamo (CSF Group Navigare), Matthias Russ (Gerolsteiner), Nikolay Trusov (Tinkoff Credit Systems) et Giovanni Visconti (Quick Step). Chutant une vingtaine de kilomètres plus loin, Mandri abandonne.
L'avance du groupe s'accroît et atteint 16 minutes. Un tel écart à l'arrivée provoquerait un changement de leader du classement général. Mathias Russ est le membre de groupe le mieux classé, 56e à 1 minute et 29 secondes du maillot rose Franco Pellizotti. Grâcé aux six secondes de bonifications obtenues au sprint intermédiaire, Giovanni Visconti réduit toutefois son écart avec Russ à sept secondes.
À dix kilomètres de l'arrivée, Matteo Priamo s'échappe du groupe en compagnie d'Alan Pérez Lazaun. Bäckstedt tente de se lancer à leur poursuite mais bute sur le final pentu, où il est repris par Nikolay Trusov. À 200 mètres de la ligne, Priamo accélère et distance aisément Alan Pérez. Trusov arrive en troisième position. Le peloton, Daniele Bennati en tête, arrive avec 11 minutes et 34 secondes de retard.
Huitième à quarante secondes, Giovanni Visconti parvient à devancer Matthias Russ (10e) de sept secondes, ce qui lui permet de s'emparer du maillot rose. 
Six membres du groupe d'échappés figurent en tête du classement général. Franco Pellizotti perd ainsi son maillot rose dans la ville où il avait été vainqueur d'étape en 2006.
Les maillots cyclamen et vert ne changent pas de propriétaire. Visconti est le nouveau meilleur jeune,.
Matteo Priamo dédie sa victoire à son coéquipier Maximiliano Richeze, absent du Giro en raison d'un contrôle positif à la testostérone.

## Classement de l'étape
| \| 1. \| Matteo Priamo \| CSF Group Navigare \| en \| 5 h 24 min 49 s \| \| 2. \| Alan Perez Lazaun \| Euskaltel-Euskadi \| + \| 8 s \| \| 3. \| Nikolay Trusov \| Tinkoff Credit Systems \| \| 27 s \| \| 4. \| Paul Martens \| Rabobank \| \| 31 s \| \| 5. \| Maxim Iglinskiy \| Astana \| \| 32 s \| \| 6. \| Daniele Nardello \| Serramenti PVC Diquigiovanni \| \| 36 s \| \| 7. \| Francesco Gavazzi \| Lampre \| \| 40 s \| \| 8. \| Giovanni Visconti \| Quick Step \| \| m.t. \| \| 9. \| Magnus Bäckstedt \| Slipstream Chipotle \| \| 43 s \| \| 10. \| Matthias Russ \| Gerolsteiner \| \| 47 s \| |                   |                              |    |                 |
| 1. | Matteo Priamo     | CSF Group Navigare           | en | 5 h 24 min 49 s |
| 2. | Alan Perez Lazaun | Euskaltel-Euskadi            | +  | 8 s             |
| 3. | Nikolay Trusov    | Tinkoff Credit Systems       |    | 27 s            |
| 4. | Paul Martens      | Rabobank                     |    | 31 s            |
| 5. | Maxim Iglinskiy   | Astana                       |    | 32 s            |
| 6. | Daniele Nardello  | Serramenti PVC Diquigiovanni |    | 36 s            |
| 7. | Francesco Gavazzi | Lampre                       |    | 40 s            |
| 8. | Giovanni Visconti | Quick Step                   |    | m.t.            |
| 9. | Magnus Bäckstedt  | Slipstream Chipotle          |    | 43 s            |
| 10. | Matthias Russ     | Gerolsteiner                 |    | 47 s            |

## Classement général
| \| 1. \| Giovanni Visconti \| Quick Step \| en \| 27 h 14 min 04 s \| \| 2. \| Matthias Russ \| Gerolsteiner \| + \| m.t. \| \| 3. \| Daniele Nardello \| Serramenti PVC Diquigiovanni \| \| 1 min 22 s \| \| 4. \| Alan Perez Lazaun \| Euskaltel-Euskadi \| \| 4 min 42 s \| \| 5. \| Francesco Gavazzi \| Lampre \| \| 5 min 34 s \| \| 6. \| Matteo Priamo \| CSF Group Navigare \| \| 9 min 07 s \| \| 7. \| Franco Pellizotti \| Liquigas \| \| 9 min 08 s \| \| 8. \| Danilo Di Luca \| LPR Brakes \| \| 9 min 15 s \| \| 9. \| Morris Possoni \| High Road \| \| 9 min 16 s \| \| 10. \| Vincenzo Nibali \| Liquigas \| \| m.t. \| |                   |                              |    |                  |
| 1. | Giovanni Visconti | Quick Step                   | en | 27 h 14 min 04 s |
| 2. | Matthias Russ     | Gerolsteiner                 | +  | m.t.             |
| 3. | Daniele Nardello  | Serramenti PVC Diquigiovanni |    | 1 min 22 s       |
| 4. | Alan Perez Lazaun | Euskaltel-Euskadi            |    | 4 min 42 s       |
| 5. | Francesco Gavazzi | Lampre                       |    | 5 min 34 s       |
| 6. | Matteo Priamo     | CSF Group Navigare           |    | 9 min 07 s       |
| 7. | Franco Pellizotti | Liquigas                     |    | 9 min 08 s       |
| 8. | Danilo Di Luca    | LPR Brakes                   |    | 9 min 15 s       |
| 9. | Morris Possoni    | High Road                    |    | 9 min 16 s       |
| 10. | Vincenzo Nibali   | Liquigas                     |    | m.t.             |

## Classements annexes
| Classement             | Coureur           | Total            |
| ---------------------- | ----------------- | ---------------- |
| Points                 | Daniele Bennati   | 50 pts           |
| Montagne               | Emanuele Sella    | 12 pts           |
| Sprints Intermédiaires | Jérémy Roy        | 11 pts           |
| Équipe                 | Astana            | 81 h 06 min 10 s |
| Équipe par points      | Gerolsteiner      | 108 pts          |
| Jeune                  | Giovanni Visconti | 27 h 14 min 04 s |
| Échappée               | Pavel Brutt       | 319 km           |
| Combativité            | Daniele Bennati   | 13 pts           |